# 日本海海戦 (軍歌)
『日本海海戦』（にほんかいかいせん）は、日本海海戦を題材として作られた軍歌である。4作存在する。

## 日本海海戦（文部省唱歌、『尋常小学唱歌（第六学年用）』）
一、

敵艦見えたり近づきたり 皇国の興廃ただこの一挙

各員奮励努力せよと 旗艦のほばしら信号揚る

みそらは晴るれど風立ちて 対馬の沖に波高し
二、

主力艦隊前を抑え 巡洋艦隊後に迫り

袋の鼠と囲み撃てば 見る見る敵艦乱れ散るを

水雷艇隊駆逐隊 逃しはせじと追いて撃つ
三、

東天赤らみ夜霧晴れて 旭日輝く日本海上

今はや遁るるすべもなくて 撃たれて沈むも降るもあり

敵国艦隊全滅す 帝国万歳万万歳

## 日本海海戦（海路一万五千余浬）
作詞　大和田建樹

作曲　瀬戸口藤吉
一、

海路一万五千余浬

万苦を忍び東洋に

最後の勝敗決せんと

寄せ来し敵こそ健気なれ
二、

時維（こ）れ三十八年の

狭霧（さぎり）も深き五月末（さつきすえ）

敵艦見ゆとの警報に

勇み立ちたる我が艦隊
三、

早くも根拠地後にして

旌旗（せいき）堂々荒波を

蹴立てて進む日本海

頃しも午後の一時半
四、

霧の絶間（たえま）を見渡せば

敵艦合せて約四十（しじゅう）

二列の縦陣作りつつ

対馬の沖にさしかかる
五、

戦機今やと待つ程に

旗艦に揚がれる信号は

「皇国（みくに）の興廃この一挙

各員奮励努力せよ」
六、

千載不朽（せんざいふきゅう）の命令に

全軍深く感激し

一死奉公この時と

士気旺盛に天を衝（つ）く
七、

第一第二戦隊は

敵の行手を押さえつつ

その他の戦隊後より

敵陣近く追い迫る
八、

敵の先頭「スウォーロフ（スワロフ）」の

第一弾を初めとし

彼我の打ち出す砲声に

天地も崩るる斗（ばか）りなり
九、
水柱白く立ちのぼり

爆煙黒くみなぎりて

戦（たたかい）愈々（いよいよ）たけなわに

両軍死傷数知れず
十、

されど鍛えに鍛えたる

吾が艦隊の鋭鋒に

敵の数艦は沈没し

陣形乱れて四分五裂（しぶごれつ）
十一、

いつしか日は暮れ水雷の

激しき攻撃絶間なく

またも数多（あまた）の敵艦は

底の藻屑と消えうせぬ
十二、

明くる晨（あした）の晴天に

敵を索（もと）めて行き行けば

鬱陵島（うつりょうとう）のほとりにて

白旗掲げし艦（ふね）四隻
十三、

副将ここに降を乞い

主将は我に捕らわれて

古今の歴史に例（ためし）なき

大戦功を収めけり
十四、

昔は元軍（げんぐん）十余万

筑紫の海に沈めたる

祖先に勝る忠勇を

示すも君の大御陵威（おおみいつ）
十五、

国の光を加えたる

我が海軍の誉れこそ

千代に八千代に曇（くもり）なき

朝日と共に輝かめ

## 日本海海戦（明治三十八の年）
作者不詳
一、

明治三十八の年

頃しも五月（さつき）の末つ方

濛気（もうき）も深き暁に

済州（さいしゅう）島の沖遥か
二、

敵艦今や寄せ来ぬと

物見の艦の信号に

脾肉（ひにく）の嘆を漏しつつ

待ちに待ちたる我軍は
三、

天の与（あたえ）と雀躍（じゃくやく）し

舳艫（じくろ）銜（ふく）んで錨抜く

御国の安危此（この）一挙（いっきょ）

掛りて吾等大丈夫（ますらお）の
四、

肩に有りぬとふるい立つ

戦士三万意気高し

荒（すさ）ぶ風浪何の其の

醜虜（しゅうりょ）殲滅（せんめつ）する迄は
五、

再び生きて帰らじと

勇気りんりん進む間に

正午も過ぎて早や半時

霞める沖の島の辺（へ）に
六、

煤煙一つ又二つ

次第に見ゆる数十条

旗艦スワロフ始めとし

続く敵艦約四十
七、

二列縦陣厳（おごそ）かに

浪を蹴立てて進み来つ

やがて打出す砲声は

殷々（いんいん）轟々（ごうごう）凄（すさま）じく
八、

砲煙天に漲（みなぎ）りて

白日（はくじつ）為に光なく

奮戦茲（ここ）に数時間

我勇猛の砲撃に
九、

今や乱るる敵の陣

或は沈み又は焼け

残れるものは傷つきて

戦闘力も絶々（たえだえ）に
十、

逃れかねてぞためらえる

時しもあれや日は落ちて

夜色悽愴（せいそう）気は熟し

襲う水雷駆逐艦
十一、

敵陣近く肉薄し

力の限り追いうてば

闇にまぎれて乱れ散る

秋の木の葉の其れの如（ごと）
十二、

明くれば二十八日に

逃（のが）れ遅れし敵四隻

砲門砕け舵折れて

あわれや揚（あ）ぐる降参旗
十三、

勇気絶倫（ぜつりん）名も高き

敵帥ロゼスト提督も

鬱陵（うつりょう）島の島影に

俘虜（とりこ）となりし浅間しさ
十四、

辛苦（しんく）惨憺（さんたん）幾月（つき）か

万里の波濤を凌（しの）ぎつつ

極東遥か進み来し

かの強勇のバルチクも
十五、

大和（やまと）武夫（たけお）に敵し得で

目指す港を前に見て

沈みつ焼けつ奪われつ

消えて哀（あわ）れや水の泡
十六、

山は青々（せいせい）水清き

秋津島根に寇（あだ）をなす

醜虜は如何に猛（たけ）くとも

などて敵せん大和魂（やまとだま）
十七、

やがて東海波荒（すさ）ぶ

底の藻屑と消え果てん

帝国万歳万々歳

神州万歳万々歳